# Oleandra undulata
Oleandra undulata là một loài dương xỉ trong họ Oleandraceae. Loài này được Willd. Ching mô tả khoa học đầu tiên năm 1933.